# Shu Takumi
 (juillet 2018).
Si vous disposez d'ouvrages ou d'articles de référence ou si vous connaissez des sites web de qualité traitant du thème abordé ici, merci de compléter l'article en donnant les références utiles à sa vérifiabilité et en les liant à la section « Notes et références ».
Shu Takumi (巧 舟, Takumi Shū) est un concepteur japonais de jeux vidéo travaillant chez Capcom. Il est principalement connu pour être le créateur de la série Ace Attorney. Il a réalisé les trois premiers épisodes et a écrit les scénarios des quatre premiers. Il a également doublé la voix de Phoenix Wright dans la version japonaise des jeux Ace Attorney jusqu'au quatrième épisode et a composé la chanson Guitar Serenade du jeu Apollo Justice: Ace Attorney de la même série. 

## Ludographie[1]
| Année | Titre                                                  | Plate-forme              | Rôle                                  |
| ----- | ------------------------------------------------------ | ------------------------ | ------------------------------------- |
| 1995  | Gakkou no Kowai Uwasa: Hanako-san ga Kita!!            | PlayStation, Sega Saturn | Planner                               |
| 1998  | Resident Evil 2                                        | PlayStation              | Participation au prototype            |
| 1999  | Dino Crisis                                            | PlayStation              | Main Planner                          |
| 2000  | Dino Crisis 2                                          | PlayStation              | Réalisateur                           |
| 2001  | Phoenix Wright: Ace Attorney                           | Game Boy Advance         | Réalisateur, scénario, planning       |
| 2002  | Phoenix Wright: Ace Attorney - Justice for All         | Game Boy Advance         | Réalisateur, scénario, planning       |
| 2004  | Phoenix Wright: Ace Attorney - Trials and Tribulations | Game Boy Advance         | Réalisateur, scénario, planning       |
| 2007  | Apollo Justice: Ace Attorney                           | Nintendo DS              | Scénario, supervision                 |
| 2010  | Ghost Trick : Détective fantôme                        | Nintendo DS              | Réalisateur, scénario, game design    |
| 2012  | Professeur Layton vs. Phoenix Wright: Ace Attorney     | Nintendo 3DS             | Réalisateur, scénario (participation) |
| 2015  | The Great Ace Attorney: Adventures                     | Nintendo 3DS             | Réalisateur, scénario, planning       |
| 2017  | The Great Ace Attorney 2: Resolve                      | Nintendo 3DS             | Réalisateur, scénario, planning       |